# Crestline (Califòrnia)
Crestline és una concentració de població designada pel cens dels Estats Units a l'estat de Califòrnia. Segons el cens del 2000 tenia 10.218 habitants.

## Demografia
Segons el cens del 2000, Crestline tenia 10.218 habitants, 4.000 habitatges, i 2.767 famílies. La densitat de població era de 362,9 habitants/km².
Dels 4.000 habitatges en un 33,4% hi vivien nens de menys de 18 anys, en un 53% hi vivien parelles casades, en un 10,6% dones solteres, i en un 30,8% no eren unitats familiars. En el 24,7% dels habitatges hi vivien persones soles el 6,6% de les quals corresponia a persones de 65 anys o més que vivien soles. El nombre mitjà de persones vivint en cada habitatge era de 2,55 i el nombre mitjà de persones que vivien en cada família era de 3,04.
Per edats la població es repartia de la següent manera: un 27,8% tenia menys de 18 anys, un 6,3% entre 18 i 24, un 27,7% entre 25 i 44, un 29,1% de 45 a 60 i un 9,1% 65 anys o més.
L'edat mediana era de 39 anys. Per cada 100 dones de 18 o més anys hi havia 97 homes.
La renda mediana per habitatge era de 44.257 $ i la renda mediana per família de 51.655 $. Els homes tenien una renda mediana de 48.772 $ mentre que les dones 28.750 $. La renda per capita de la població era de 20.987 $. Entorn del 6,6% de les famílies i el 8,9% de la població estaven per davall del llindar de pobresa.

## Poblacions properes
El següent diagrama mostra les poblacions més properes.